# Georgia Hale
Georgia Theodora Hale (24 de junio de 1905, Saint Joseph, Misuri – 7 de junio de 1985, Hollywood) fue una actriz estadounidense de cine mudo.

## Biografía
Georgia Hale comenzó su carrera como actriz a principios de los años 20, y es conocida por su personaje en la película La quimera del oro (1925) de Charlie Chaplin.Chaplin contrató a Hale para el papel tras ver su actuación en The Salvation Hunters que también fue estrenada en 1925. La quimera del oro la transformó temporalmente en una estrella, pero no pudo sobrevivir la transición del cine mudo al sonoro en 1929. No volvió a actuar desde 1928, aunque en el documental Unknown Chaplin se revela que Chaplin la contrató para que actuara en la película Luces de la ciudad (estrenada en 1931) durante un breve periodo tras el despido de Virginia Cherrill.Georgia Hale logró filmar aproximadamente 7 minutos hasta que Cherrill fue contratada nuevamente; estas escenas fueron incluidas en el DVD de la película y en Unknown Chaplin. Según sus memorias, ella era la primera opción para actuar en la película El Circo, pero otra actriz fue contratada.
Georgia Hale mantuvo una estrecha relación con Chaplin entre los años 20 y 30. Se dedicó a la danza, y obtuvo dinero de unas inversiones en Southern California, también participó en la ciencia cristiana.
Escribió un libro acerca e sus experiencia con Chaplin, Charlie Chaplin: Intimate Close-Ups. Fue escrito en los años 60, pero no fue publicado hasta 1995, una década tras su muerte, cuando Heather Kiernan editó su manuscrito y fue publicado por The Scarecrow Press.

## Filmografía
- La quimera del oro 1925
- Cazadores de almas 1925
- La dicha de los demás 1926
- The rainmaker 1926
- The Last Moment 1928
- The Woman against the World 1928
- The Lightning Warrior 1931
- Luces de la ciudad 1931
- His Marriage Wow 1925

## Reconocimientos
- La quimera del oro.[5] [9]2 nominaciones
- Chaplin desconocido (Miniserie de TV)[10] 1 nominación